# The Devil's Carnival
The Devil's Carnival är en amerikansk experimentell skräckfilm från 2012. Filmen regisserades av Darren Lynn Bousman med Sean Patrick Flannery, Briana Evigan, Jessica Lowndes, Paul Sorvino och manusförfattaren Terrance Zdunich i rollerna.

## Rollista
- Sean Patrick Flanery som John
- Briana Evigan som Ms. Merrywood
- Jessica Lowndes som Tamara
- Dayton Callie som The Ticket Keeper
- Paul Sorvino som Gud
- Terrance Zdunich som Lucifer
- Alexa Vega som Wick
- J. LaRose som The Major
- Bill Moseley som The Magician
- Emilie Autumn som The Painted Doll
- Nivek Ogre som The Twin
- Marc Senter som The Scorpion
- Mighty Mike Murga som The Fool
- Shawn Crahan som The Tamer
- Ivan Moody som The Hobo Clown[1]
- Tillman Norsworthy som Daniel
- Hannah "Minx" Wagner som Woe-Maiden
- Maggie "Captain Maggots" Lally som Woe-Maiden
- Beth "Contessa" Hinderliter som Woe-Maiden

## Soundtrack
Soundtracket till filmen gavs ut genom iTunes Store den 3 april 2012 och innehåller följande låtar:
1. "Heaven's All Around" – Paul Sorvino
2. "The Devil's Carnival" – Alexa Vega, Mighty Mike, Bill Moseley
3. "In All My Dreams I Drown" – Jessica Lowndes och Terrance Zdunich
4. "666" – Dayton Callie och Carnies
5. "Kiss the Girls" – Alexa Vega and Woe-Maidens
6. "Beautiful Stranger" – Kevin "Ogre" Ogilvie och Briana Evigan
7. "A Penny for a Tale" – Ivan Moody
8. "Trust Me" – Marc Senter
9. "Prick! Goes the Scorpion's Tale" – Emilie Autumn
10. "Grief" – Sean Patrick Flanery
11. "Grace for Sale" – Terrance Zdunich
12. "Off to Hell We Go" – The Carnies